# Wirtschaftszahlen zum Automobil/Südkorea
Dies ist eine Unterseite des Artikels Wirtschaftszahlen zum Automobil. Sie enthält Wirtschaftszahlen Südkoreas.

## Kraftfahrzeugbestand
| Jahr | Personenkraftwagen | Nutzfahrzeuge | Gesamt     |
| ---- | ------------------ | ------------- | ---------- |
| 2010 | 13.631.754         | 4.309.602     | 17.941.356 |
| 2009 | 13.023.803         | 4.301.407     | 17.325.210 |
| 2008 | 12.483.809         | 4.310.478     | 16.794.287 |
| 2007 | 12.099.793         | 4.328.452     | 16.428.245 |
| 2006 | 11.606.986         | 4.288.317     | 15.895.303 |
| 2005 | 11.122.214         | 4.274.881     | 15.397.095 |
| 2004 | 10.620.574         | 4.313.900     | 14.934.474 |
| 2003 | 10.278.940         | 4.308.393     | 14.587.333 |
| 2002 | 9.737.430          | 4.212.011     | 13.949.441 |
| 2001 | 8.889.349          | 4.025.264     | 12.914.613 |
| 2000 | 8.084.005          | 3.975.856     | 12.059.861 |
| 1999 | 7.837.251          | 3.327.068     | 11.164.319 |
| 1998 | 7.580.926          | 2.888.673     | 10.469.599 |
| 1997 | 7.586.474          | 2.826.953     | 10.413.427 |
| 1996 | 6.893.633          | 2.659.459     | 9.553.092  |
| 1995 | 6.006.290          | 2.462.611     | 8.468.901  |
| 1994 | 5.148.713          | 2.255.634     | 7.404.347  |
| 1993 | 4.271.253          | 2.002.755     | 6.274.008  |
| 1992 | 3.461.057          | 1.769.837     | 5.230.894  |
| 1991 | 2.727.852          | 1.519.964     | 4.247.816  |
| 1990 | 2.074.922          | 1.319.881     | 3.394.803  |
| 1989 | 1.558.660          | 1.101.552     | 2.660.212  |
| 1988 | 1.117.999          | 917.449       | 2.035.448  |